# Miroslava Špácová
Miroslava Špácová (ur. 23 maja 1986 r.) – czeska biathlonistka.
Miroslava Špácová startuje w barwach klubu Strelka Brno. W 2007 wystąpiła na mistrzostwach świata juniorów w Martello, gdzie zajmowała miejsca w piątej dziesiątce. W tym samym roku na mistrzostwach Europy w Bansku zajęła 11. miejsce w biegu indywidualnym, 16 w sprincie oraz 12 w biegu pościgowym. W mistrzostwach Europy startowała jeszcze trzykrotnie, lecz nie osiągnęła sukcesów. Dwukrotnie zajmowała miejsca na podium w zawodach zaliczanych do klasyfikacji Pucharu IBU.

## Osiągnięcia

### Mistrzostwa świata juniorów
| 2007 Martello (Włochy) | 43. miejsce (IN), 47. miejsce (SP), 43. miejsce (PU) |

### Mistrzostwa Europy
| 2007 Bansko (Bułgaria)   | 11. miejsce (SP), 16. miejsce (SP), 12. miejsce (PU)                   |
| 2008 Nove Mesto (Czechy) | 41. miejsce (IN), 33. miejsce (SP), 23. miejsce (PU)                   |
| 2009 Ufa (Rosja)         | 11. miejsce (IN), 18. miejsce (SP), 16. miejsce (PU)                   |
| 2010 Otepää (Estonia)    | 33. miejsce (IN), 37. miejsce (SP), 30. miejsce (PU), 10. miejsce (RL) |

### Puchar IBU

#### Miejsca w klasyfikacji generalnej
| Sezon     | Miejsce |
| --------- | ------- |
| 2007/2008 | 13      |
| 2008/2009 | 14      |
| 2009/2010 | 73      |

#### Miejsca na podium chronologicznie
| Lp. | Dzień      | Rok  | Miejscowość | Konkurencja             | Lokata | Pudła   | Czas biegu  | Strata      | Zwycięzca        |
| --- | ---------- | ---- | ----------- | ----------------------- | ------ | ------- | ----------- | ----------- | ---------------- |
| 1.  | 13 grudnia | 2007 | Bansko      | Sprint na 7,5 km        | 3.     | 1+3     | 25:17.1 min | +1:55.9 min | Pawlina Filipowa |
| 2.  | 14 grudnia | 2007 | Bansko      | Bieg pościgowy na 10 km | 3.     | 4+0+1+3 | 37:00.4 min | +6:21.1 min | Pawlina Filipowa |